# La Celeta
La Cellette és un municipi francès al departament de Puèi Domat de la regió d'Alvèrnia-Roine-Alps. L'any 2007  tenia 164 habitants.

## Demografia

### Població
El 2007 la població de fet de La Cellette era de 164 persones. Hi havia 68 famílies de les quals 20 eren unipersonals (8 homes vivint sols i 12 dones vivint soles), 16 parelles sense fills, 20 parelles amb fills i 12 famílies monoparentals amb fills.
La població ha evolucionat segons el següent gràfic:

### Habitatges
El 2007 hi havia 104 habitatges, 68 eren l'habitatge principal de la família, 28 eren segones residències i 8 estaven desocupats. 103 eren cases i 1 era un apartament. Dels 68 habitatges principals, 55 estaven ocupats pels seus propietaris, 12 estaven llogats i ocupats pels llogaters i 1 estava cedit a títol gratuït; 10 tenien tres cambres, 19 en tenien quatre i 39 en tenien cinc o més. 66 habitatges disposaven pel capbaix d'una plaça de pàrquing. A 27 habitatges hi havia un automòbil i a 34 n'hi havia dos o més.

### Piràmide de població
La piràmide de població per edats i sexe el 2009 era:
| Homes | Edats   | Dones |
| ----- | ------- | ----- |
| 0     | 95 o +  | 0     |
| 0     | 90 a 94 | 0     |
| 4     | 85 a 89 | 4     |
| 0     | 80 a 84 | 0     |
| 4     | 75 a 79 | 4     |
| 4     | 70 a 74 | 8     |
| 0     | 65 a 69 | 4     |
| 4     | 60 a 64 | 0     |
| 4     | 55 a 59 | 4     |
| 0     | 50 a 54 | 4     |
| 8     | 45 a 49 | 4     |
| 4     | 40 a 44 | 0     |
| 8     | 35 a 39 | 8     |
| 4     | 30 a 34 | 8     |
| 4     | 25 a 29 | 4     |
| 0     | 20 a 24 | 0     |
| 0     | 15 a 19 | 0     |
| 0     | 10 a 14 | 0     |
| 8     | 5 a 9   | 8     |
| 0     | 0 a 4   | 8     |

## Economia
El 2007 la població en edat de treballar era de 101 persones, 77 eren actives i 24 eren inactives. De les 77 persones actives 73 estaven ocupades (40 homes i 33 dones) i 4 estaven aturades (2 homes i 2 dones). De les 24 persones inactives 6 estaven jubilades, 9 estaven estudiant i 9 estaven classificades com a «altres inactius».

### Ingressos
El 2009 a La Cellette hi havia 65 unitats fiscals que integraven 160 persones, la mediana anual d'ingressos fiscals per persona era de 14.660 €.

### Activitats econòmiques
Dels 3 establiments que hi havia el 2007, 1 era d'una empresa de construcció, 1 d'una empresa d'hostatgeria i restauració i 1 d'una empresa classificada com a «altres activitats de serveis».
Dels 2 establiments de servei als particulars que hi havia el 2009, 1 era un electricista i 1 perruqueria.
L'any 2000 a La Cellette hi havia 12 explotacions agrícoles que ocupaven un total de 828 hectàrees.

## Poblacions properes
El següent diagrama mostra les poblacions més properes.